# 세종로 (세종 천안)

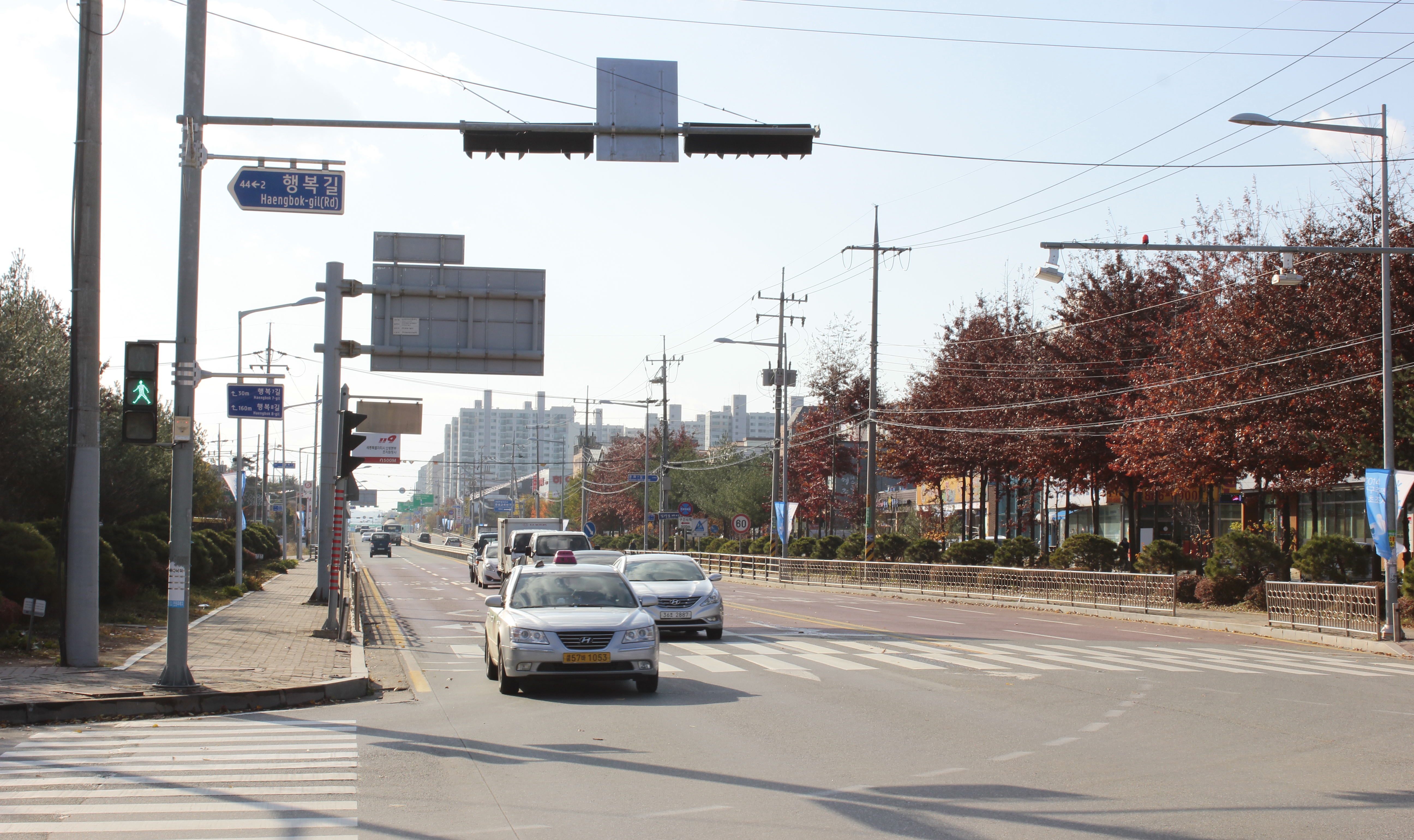
조치원읍 일대 모습

세종로는 세종특별자치시 금남면 두만리 대전광역시계와 충청남도 천안시 동남구 목천읍 남천안 나들목을 잇는 도로이다. 전 구간 세종특별자치시도 제7호선에 속하며 두만 교차로부터 천안시 경계까지 구간은 국도 제1호선에 속한다. 북쪽으로는 천안시의 천안대로, 남쪽으로는 대전광역시의 북유성대로와 직결한다. 세종특별자치시를 남북으로 잇는 주 간선도로다.

## 연혁
- 1988년 3월 25일 : 연기군 전의면 대곡리 구간 개량[1]
- 1998년 1월 8일 : 연기군 조치원읍 죽림리 ~ 남면 나성리 13.2 km 구간 개통, 기존 8.31 km 구간 폐지[2]
- 2000년 12월 31일 : 연기군 조치원읍 번암리 ~ 전동면 미곡리 13.11 km 구간 확장 개통, 기존 연기군 조치원읍 죽림리 ~ 전동면 청람리 13.6 km 구간 폐지[3], 연기군 전동면 미곡리 ~ 천안시 광덕면 행정리 6.94 km 구간 확장 개통, 기존 연기군 전동면 청람리 ~ 천안시 광덕면 행정리 7.8 km 구간 폐지[4]
- 2009년 7월 10일 : 2개 이상 시·도에 걸쳐 있는 도로로 세종로를 고시[5]
- 2012년 9월 20일 : 세종특별자치시도 제7호 금남 ~ 금남선 및 세종특별자치시도 제30호 전의 ~ 소정선으로 지정[6]
- 2012년 9월 27일 : 행정중심복합도시 우회도로 2공구(세종특별자치시 금남면 대평리 ~ 연기면 연기리) 11.7 km 구간 신설 개통, 기존 9.1 km 구간 폐지[7]
- 2012년 12월 28일 : 소정 ~ 배방간 도로(세종특별자치시 전의면 유천리 ~ 소정면 소정리) 2.79 km 구간 확장 개통[8]
- 2013년 10월 10일 : 주추지하차도(세종특별자치시 아름동) 2.211 km 구간 개통[9]

## 주요 경유지
세종특별자치시
- 금남면 - 보람동 - 새롬동 - 한솔동 - 새롬동 - 종촌동 - 아름동 - 해밀동 -  연기면 - 연서면 - 조치원읍

충청북도
- 청주시 흥덕구 오송읍

세종특별자치시
- 전동면 - 전의면 - 전동면 - 전의면

충청남도
- 천안시 동남구 광덕면

세종특별자치시
- 소정면

충청남도
- 천안시 동남구 목천읍

## 노선
대전광역시계부터 두만 교차로까지 구간을 제외하고 국도 제1호선에 속하므로 이에 대한 별도 표기는 생략한다.
| 이름                                            | 접속 노선                                 | 소재지            | 소재지                | 비고                                                         |
| 북유성대로와 직결                               | 북유성대로와 직결                         | 북유성대로와 직결 | 북유성대로와 직결     | 북유성대로와 직결                                            |
| ----------------------------------------------- | ----------------------------------------- | ----------------- | --------------------- | ------------------------------------------------------------ |
| 산동 교차로                                     | 두만산동길                                | 세종특별자치시    | 금남면                |                                                              |
| 두만 교차로                                     | 반포세종로                                | 세종특별자치시    | 금남면                | 남세종 나들목 (30호선 서산영덕고속도로)와 연결               |
| 감성 교차로                                     | 안금로                                    | 세종특별자치시    | 금남면                | 하행 진입 불가                                               |
| 발산 교차로                                     | 발산1길                                   | 세종특별자치시    | 금남면                |                                                              |
| 발산 회전교차로                                 | 용포로 발산1길                            | 세종특별자치시    | 금남면                | 상행만 진출입 가능                                           |
| 대평 교차로                                     | 갈매로                                    | 세종특별자치시    | 금남면                | 상행 진입 불가 하행 진출 불가                                |
| 대평 교차로                                     | 국가지원지방도 제96호선 (행복대로)        | 세종특별자치시    | 보람동                | 국가지원지방도 제96호선과 중복 상행 진출 불가 하행 진입 불가 |
| 학나래교                                        |                                           | 세종특별자치시    | 보람동                | 국가지원지방도 제96호선과 중복                               |
| 학나래교                                        | 새롬동                                    | 세종특별자치시    |                       | 국가지원지방도 제96호선과 중복                               |
| 학나래교                                        | 한솔동                                    | 세종특별자치시    |                       | 국가지원지방도 제96호선과 중복                               |
| 가람 교차로                                     | 국가지원지방도 제96호선 (금송로) (나리로) | 세종특별자치시    |                       | 국가지원지방도 제96호선과 중복                               |
| 사오리지하차도                                  | 어울로                                    | 세종특별자치시    | 새롬동                |                                                              |
| 너비뜰 교차로                                   | 국도 제36호선 (장기로) 가름로             | 세종특별자치시    | 서: 새롬동 동: 종촌동 | 국도 제36호선과 중복 주추지하차도                            |
| (이름 없음)                                     | 도움3로                                   | 세종특별자치시    | 서: 고운동 동: 종촌동 | 국도 제36호선과 중복 주추지하차도                            |
| (이름 없음)                                     | 다솜1로                                   | 세종특별자치시    | 서: 고운동 동: 아름동 | 국도 제36호선과 중복 주추지하차도                            |
| 온빛초등학교                                    |                                           | 세종특별자치시    | 서: 고운동 동: 아름동 | 국도 제36호선과 중복 주추지하차도                            |
| (이름 없음)                                     | 보듬8로                                   | 세종특별자치시    | 서: 고운동 동: 아름동 | 국도 제36호선과 중복 주추지하차도                            |
| 모개고가차도                                    | 국도 제43호선 (정안세종로) 미리내로       | 세종특별자치시    | 해밀동                | 국도 제36호선과 중복                                         |
| 빗돌터널                                        |                                           | 세종특별자치시    | 해밀동                | 국도 제36호선과 중복 연장 310m                               |
| 연기삼거리                                      | 수왕로                                    | 세종특별자치시    | 연기면                | 국도 제36호선과 중복                                         |
| 연기사거리                                      | 당산로                                    | 세종특별자치시    | 연기면                | 국도 제36호선과 중복 구 지방도 제627호선                     |
| 연기공단사거리                                  | 공단로                                    | 세종특별자치시    | 연기면                | 국도 제36호선과 중복                                         |
| 봉암교                                          |                                           | 세종특별자치시    | 연기면                | 국도 제36호선과 중복                                         |
|                                                 | 연서면                                    | 세종특별자치시    |                       | 국도 제36호선과 중복                                         |
| (이름 없음)                                     | 봉암길                                    | 세종특별자치시    |                       | 국도 제36호선과 중복                                         |
| 월암교                                          |                                           | 세종특별자치시    |                       | 국도 제36호선과 중복                                         |
| 월하오거리                                      | 당산로                                    | 세종특별자치시    |                       | 국도 제36호선과 중복                                         |
| 번암사거리                                      | 국도 제36호선 (허만석로)                  | 세종특별자치시    | 조치원읍              | 국도 제36호선과 중복                                         |
| 자이아파트입구                                  | 도원로                                    | 세종특별자치시    | 조치원읍              |                                                              |
| 신흥사거리                                      | 대첩로                                    | 세종특별자치시    | 조치원읍              |                                                              |
| 욱일삼거리                                      | 행복길 향나무길                           | 세종특별자치시    | 조치원읍              |                                                              |
| 세종특별자치시 소방본부                         |                                           | 세종특별자치시    | 조치원읍              |                                                              |
| 조여고사거리                                    | 봉산로 돌마루1길                          | 세종특별자치시    | 조치원읍              |                                                              |
| 서창사거리                                      | 충현로 원마루길                           | 세종특별자치시    | 조치원읍              |                                                              |
| 고려대학교 세종캠퍼스 고대고속버스정류소        |                                           | 세종특별자치시    | 조치원읍              |                                                              |
| 신안1리사거리                                   | 새내로 섭골길                             | 세종특별자치시    | 조치원읍              |                                                              |
| (이름 없음)                                     | 허만석로                                  | 세종특별자치시    | 조치원읍              | 상행 진출 불가 하행 진입 불가                                |
| 홍익대학교 세종캠퍼스 홍대고속버스정류소 서창역 |                                           | 세종특별자치시    | 조치원읍              |                                                              |
| 신안2리사거리                                   | 운주산로 안터길                           | 세종특별자치시    | 조치원읍              |                                                              |
| 조천1교                                         |                                           | 세종특별자치시    | 조치원읍              |                                                              |
|                                                 | 청주시                                    | 흥덕구 오송읍     |                       |                                                              |
| 조천2교                                         |                                           | 세종특별자치시    | 전동면                |                                                              |
| 전동 교차로                                     | 전동고가로                                | 세종특별자치시    | 전동면                | 구 지방도 제693호선 전동삼거리를 통해 연결                   |
| 석곡교                                          | 상석곡길                                  | 세종특별자치시    | 전동면                |                                                              |
| 청람 교차로                                     | 동막골길                                  | 세종특별자치시    | 전동면                |                                                              |
| 조천3교                                         |                                           | 세종특별자치시    | 전동면                |                                                              |
| (미곡삼거리)                                    | 운주산로                                  | 세종특별자치시    | 전의면                |                                                              |
| 조천4교                                         |                                           | 세종특별자치시    | 전의면                |                                                              |
|                                                 | 전동면                                    | 세종특별자치시    |                       |                                                              |
| 조천5교                                         |                                           | 세종특별자치시    | 전의면                |                                                              |
| 전의 교차로                                     | 의당전의로                                | 세종특별자치시    | 전의면                | 구 지방도 제691호선                                          |
| 유천 교차로                                     | 국도 제23호선 국도 제43호선 (차령로)      | 세종특별자치시    | 전의면                | 국도 제23, 43호선과 중복                                     |
| 유정2교                                         |                                           | 세종특별자치시    | 전의면                | 국도 제23, 43호선과 중복                                     |
|                                                 | 천안시                                    | 동남구 광덕면     |                       | 국도 제23, 43호선과 중복                                     |
| 구정사거리                                      | 천안시                                    | 동남구 광덕면     | 운주산로 행정길       | 국도 제23, 43호선과 중복                                     |
| 행정삼거리                                      | 지방도 제623호선 (차령고개로)             | 세종특별자치시    | 소정면                | 국도 제23, 43호선과 중복                                     |
| 운당리삼거리                                    | 소정구길                                  | 세종특별자치시    | 소정면                | 국도 제23, 43호선과 중복                                     |
| 운당 교차로                                     | 국도 제43호선 (세종평택로) 소정안골1길    | 세종특별자치시    | 소정면                | 국도 제23, 43호선과 중복                                     |
| 곡교천교                                        |                                           | 세종특별자치시    | 소정면                | 국도 제23호선과 중복                                         |
| 곡교천교삼거리                                  | 가송로                                    | 세종특별자치시    | 소정면                | 국도 제23호선과 중복                                         |
| 소정대교                                        |                                           | 세종특별자치시    | 소정면                | 국도 제23호선과 중복                                         |
| 소정육교앞                                      | 궁리길 소정구길                           | 세종특별자치시    | 소정면                | 국도 제23호선과 중복                                         |
| 대곡사거리                                      | 취금헌로                                  | 세종특별자치시    | 소정면                | 국도 제23호선과 중복                                         |
| 제3소사교                                       |                                           | 천안시            | 동남구 목천읍         | 국도 제23호선과 중복                                         |
| 남천안 나들목                                   | 25호선 논산천안고속도로                   | 천안시            | 동남구 목천읍         | 국도 제23호선과 중복                                         |
| 천안대로와 직결                                 |                                           |                   |                       |                                                              |